# 1258 Sicilia
1258 Sicilia eller 1932 PG är en asteroid i huvudbältet, som upptäcktes 8 augusti 1932 av den tyske astronomen Karl Wilhelm Reinmuth i Heidelberg. Den har fått sitt namn efter den italienska ön Sicilien i Medelhavet.
Asteroiden har en diameter på ungefär 45 kilometer.